# National Institute for Biological Standards and Control
Das National Institute for Biological Standards and Control (NIBSC) ist eine Regierungsbehörde im Vereinigten Königreich. Sie ist im Bereich der biologischen Standardisierung tätig und ist Teil der Medicines and Healthcare products Regulatory Agency. Mehr als 90 % der internationalen biologischen Standards werden vom NIBSC produziert und verbreitet. Es handelt sich um das Official Medicines Control Laboratory des Vereinigten Königreichs, das für die unabhängige Prüfung biologischer Arzneimittel zuständig ist. Außerdem betreibt das NIBSC die Stammzellenbank des Vereinigten Königreichs und forscht im Bereich der Grippepandemie.

## Geschichte
Das NIBSC nahm seine Arbeit im Mai 1972 auf. Im Jahr 1975 wurde das National Biological Standards Board beim National Institute for Medical Research in Mill Hill gegründet. 1987 wurde ein neues Gebäude fertiggestellt, das im folgenden Jahr offiziell eröffnet wurde. Es umfasst 4.500 m² Laborfläche. Das NIBSC beschäftigt etwa 300 Mitarbeiter, davon 200 Wissenschaftler.
Im Februar 2008 wurde im Rahmen des zweiteiligen Radioprogramms Secret Science auf BBC Radio 4 in einer dreißigminütigen Sendung über das Institut berichtet.
Das NIBSC wurde im April 2009 ein Zentrum der Health Protection Agency. Im April 2013 wurde es dann mit der Medicines and Healthcare products Regulatory Agency zusammengelegt.

## Aufgaben
Das National Institute for Biological Standards and Control produziert mehr als 90 % der internationalen Standards der Weltgesundheitsorganisation für Substanzen wie Antibiotika, Enzyme, Antikörper, Hormone und Methoden wie Bluttransfusionen. Monatlich werden mehr als 10.000 dieser Standards weltweit verschickt.
Außerdem fungiert das NIBSC als Official Medicines Control Laboratory des Vereinigten Königreichs.

## Einrichtungen
Im Dezember 2009 wurden die neuen Gebäude für die Stammzellenbank des Vereinigten Königreichs und das Influenza-Ressourcenzentrum eröffnet. Das Projekt kostete 12 Millionen Pfund und wurde von Morgan Sindall entwickelt. Die Stammzellenbank befand sich bereits seit Mai 2004 auf dem Gelände und ist die erste europäische Stammzellenbank.